# Marius Molsen
Marius Molsen (* 2. Dezember 1899 in Flensburg; † 3. Dezember 1971 ebenda) war ein deutscher Verwaltungsjurist und Kommunalbeamter (NSDAP).

## Leben
Molsen studierte an der Christian-Albrechts-Universität zu Kiel, der Universität Leipzig und der neuen Universität Hamburg Rechtswissenschaft. Ab 1923 war er Regierungsreferendar in Schleswig. Er legte 1926 das Zweite Staatsexamen ab. Im Anschluss daran war er bis 1933 im Landratsamt Wetzlar tätig. 
Zum 1. Februar 1933 der NSDAP bei (Mitgliedsnummer 1.469.274). Ab 1933 war Molsen in Stettin tätig. Hier wurde er am 1. Mai 1933 zum Regierungsrat ernannt und an das Polizeipräsidium berufen. Am 27. Januar 1934 wurde er zum Oberbürgermeister Stettins ernannt; zuvor hatte er das Amt kurzzeitig kommissarisch bekleidet. Nach der Zerschlagung der Rest-Tschechei 1939 wurde Molsen Oberlandrat im Landkreis Bärn. Von 1941 bis 1943 vertrat er den Landrat Peter Orlowski im Kreis Jarotschin. Ab 1943 war er Ministerialrat im Reichsministerium des Inneren. Nach Kriegsende lebte er in Flensburg.

## Werke
- Denkschrift: Deutsche Volkstumarbeit als Grenzaufgabe, Flensburg[6]